# 沮渠挐
沮渠挐（？—411年），又作沮渠如子，临松（今甘肃省张掖南）卢水胡人。十六國北凉将领。沮渠蒙逊弟。
永安元年（401年）封建忠将军、都谷侯。奉命出使后秦，在姑臧见到陇西公姚硕德。请求该部东迁，后来劝蒙逊放弃本土东徙。北凉被南凉秃发利鹿孤击败，蒙逊让沮渠挐为人质。403年，入质后秦。411年，封护羌校尉，秦州刺史、安平侯，镇守姑臧，不久去世。